# Masonia hibernicella
Masonia hibernicella är en fjärilsart som beskrevs av Charles Stuart Gregson 1873. Masonia hibernicella ingår i släktet Masonia och familjen säckspinnare. Inga underarter finns listade i Catalogue of Life.